# Потапов, Павел Викторович
Павел Викторович Потапов (род. 20 мая 1964, Ульяновск) — советский борец греко-римского стиля, чемпион и призёр чемпионатов СССР и Европы, бронзовый призёр Кубка мира, Заслуженный мастер спорта СССР.

## Биография
В 1995 году окончил Ульяновский государственный педагогический институт имени И. Н. Ульянова.
Выступал в тяжёлой весовой категории (до 90 кг). Член сборной команды страны в 1988—1991 годах. Ушёл из большого спорта в 1991 году. Работает директором СДЮСШОР Ульяновска.

## Спортивные результаты
- Чемпионат СССР по классической борьбе 1986 года — ;
- Чемпионат СССР по классической борьбе 1988 года — ;
- Чемпионат СССР по классической борьбе 1989 года — ;